# Ракель Панковські
Ракель Панковські (ісп. Raquel Pankowski; 10 липня 1952, Мехіко — 28 березня 2022) — мексиканська акторка театру, кіно та телебачення.

## Життєпис
Народилася 10 липня 1952 року у Мехіко в мексикансько-єврейській родині Хосе та Ісабель Панковські. Батьки розлучилися, коли їй було шість років. 
Ще у старших класах школи почала брати участь у театральних постановках. Вивчала акторську майстерність в Академії Національної асоціації акторів (ANDA). У середині 1970-х дебютувала в кіно, а на початку 80-х — на телебаченні, почавши співпрацю з компанією Televisa. Її повна фільмографія налічує понад 60 ролей у фільмах та серіалах, серед яких «Дика роза» (1987), «Карусель» (1989—1990), «Американські гірки» (1992), «Шматочок раю» (2012), «Які ж бідні багаті» (2013—2014), «Тато кожній мамі» (2017—2018) та інші. 2005 року виконала роль Марти Сагун, першої леді Мексики, дружини президента Вісенте Фокса, у політично-сатиричному серіалі «Превілей командувати». Її останньою театральною роботою стала одна з головних ролей у виставі «Maduras, solteras y desesperadas» в постановці Оскара Рубі, яку вона виконувала у 2018—2019 роках і де її партнерами стали Лус Марія Агілар, Норма Ласарено та Артуро Кармона.
Акторка не була у шлюбі і не мала дітей.
Ракель Панковські померла 28 березня 2022 року у 69-річному віці від бронхопневмонії.

## Вибрана фільмографія
| Рік       |   | Українська назва                 | Оригінальна назва            | Роль                           |
| --------- | - | -------------------------------- | ---------------------------- | ------------------------------ |
| 1978      | ф | Площа Пуерто-Санто               | La plaza de Puerto Santo     | дочка доктора Кармони          |
| 1981—1982 | с | Гра долі                         | Juegos del destino           | Тереза                         |
| 1987      | с | Дика роза                        | Rosa salvaje                 | Ла Таконес                     |
| 1987—1988 | с | Вікторія                         | Victoria                     | Ортенсія                       |
| 1988      | с | Кохання у тиші                   | Amor en silencio             | Феліпа                         |
| 1989      | ф | Огидні дами                      | Señoritas a disgusto         | Розіта Ріверо                  |
| 1989—1990 | с | Карусель                         | Carrusel                     | вчителька Матильде Матеуче     |
| 1991      | ф | Гравець                          | El jugador                   | Хуаніта                        |
| 1991      | с | Гіркі тенета                     | Cadenas de amargura          | Інес Бланкарте                 |
| 1991—1992 | с | На межі смерті                   | A filo de la muerte          | Адела                          |
| 1992      | с | Американські гірки               | Carrusel de las Américas     | вчителька Матильде Матеуче     |
| 1992—1993 | с | Ангели без раю                   | Ángeles sin paraíso          | Брігіда                        |
| 1994—1995 | с | Перехрестя                       | Caminos cruzados             | Інес                           |
| 1994—2003 | с | Жінка, випадки з реального життя | Mujer, casos de la vida real | різні персонажі                |
| 1997      | с | Есмеральда                       | Esmeralda                    | Хуана                          |
| 1998—1999 | с | Каміла                           | Camila                       | Глорія                         |
| 2001      | с | Личко янгола                     | Carita de ángel              | Онорія                         |
| 2001—2002 | с | Гра життя                        | El juego de la vida          | Берта де ла Мора               |
| 2005      | с | Привілей командувати             | El privilegio de mandar      | Мартіта Сагун                  |
| 2007      | ф | Смерть на івриті                 | Morirse está en hebrero      | Естер                          |
| 2007      | с | Родина десяти                    | Una familia de diez          | Кончита                        |
| 2008      | с | Милий ворог                      | Querida enemiga              | Клара                          |
| 2008      | с | Роза Гвадалупе                   | La rosa de Guadalupe         | Клотильда                      |
| 2008—2009 | с | Удар в серце                     | Un gancho al corazón         | Бернарда                       |
| 2009      | с | Жінки-вбивці                     | Mujeres asesinas             | Елена Кірос Монтальво          |
| 2012      | с | Шматочок раю                     | Cachito de cielo             | Сокорро Обрегон                |
| 2013      | с | Непокірне серце                  | Corazón indomable            | Сіра                           |
| 2013—2016 | с | Як то кажуть                     | Como dice el dicho           | Ельвіра                        |
| 2013—2014 | с | Які ж бідні багаті               | Qué porbes tan ricos         | Ісела Бланко де Сальватьєрра   |
| 2017—2018 | с | Тато кожній мамі                 | Papá a toda madre            | Есперанса Фелікс де Баррієнтос |
| 2019      | с | Сільвія Піналь перед вами        | Silvia Pinal frente a tí     | стиліст                        |
| 2019      | с | Джулія проти Джулії              | Julia vs Julia               | Мече                           |
| 2020      | с | Лоренса                          | Lorenza                      | Сара Мартінес                  |

## Нагороди та номінації
Calendario de Oro
- 2007 — Найкраща акторка комедійного жанру.

TV Addicto Golden Awards
- 2012 — Найкраща роль у виконанні заслуженої акторки (Шматочок раю).

TVyNovelas Awards
- 2018 — Номінація на найкращу роль у виконанні заслуженої акторки (Тато кожній мамі).